# L.A. Without a Map
L.A. Without a Map ist eine finnisch-britisch-französische Tragikomödie aus dem Jahr 1998. Regie führte Mika Kaurismäki, der auch das Drehbuch gemeinsam mit Richard Rayner – anhand dessen Romans Los Angeles Without a Map (deutscher Titel Planlos in Los Angeles) – schrieb. Die Hauptrollen sind mit David Tennant und Vinessa Shaw sowie Julie Delpy und Vincent Gallo besetzt.

## Handlung
Richard ist ein schottischer Bestattungsunternehmer. Als er auf dem Friedhof in Bradford die arbeitslose US-amerikanische Schauspielerin Barbara kennenlernt, ahnt er, dass er seine Beziehung mit der Tochter eines örtlichen Geschäftsmannes nicht weiter aufrechterhalten will. Barbara, mit der er einen unvergesslichen Tag verbracht hat, hat ihn so sehr beeindruckt, dass er aus seinem eintönigen Leben ausbricht und ihr nach Los Angeles folgt, da er davon überzeugt ist, dass sie die Frau ist, auf die er immer gewartet habe. Ebenso wie ihre Freundin Julie arbeitet Barbara dort in einem japanischen Nobelrestaurant und ist zunächst wenig begeistert über seinen Besuch. Sie versucht gerade, Fuß in der Schauspielbranche zu fassen und muss dabei eine Menge leerer Versprechungen hinnehmen, darunter auch die des Regisseurs Patterson, der ihr immer wieder versprochen hat, sie ganz groß herauszubringen.
Da Richard es sich nicht leisten kann, ein Objekt in einer guten Gegend von Los Angeles zu mieten, muss er sich notgedrungen mit einer Wohnung in einer verruchten Gegend begnügen, wo er Nachbar des schrägen Moss ist, der Swimmingpools reinigt, was Richard dann ebenfalls tut. Sein neues Leben nimmt eine chaotische Entwicklung. Immerhin gelingt es ihm nach und nach, Barbaras Herz zu erobern, was sogar in einer in Las Vegas geschlossenen Ehe mündet. Doch Richards Eifersucht und ein unmoralisches Angebot, das Barbara erhält, stehen ihrer Beziehung im Wege, sodass es zu einer Trennung kommt. Richard, der stets schriftstellerische Ambitionen hatte, versucht sich als Drehbuchautor, scheitert in dieser Hinsicht jedoch vorerst grandios und kehrt in sein altes Leben und in seine Heimat zurück.
Dort steht zu seiner großen Überraschung nach einer Trauerzeremonie auf dem Friedhof eines Tages Barbara vor ihm. Sie hat ein von ihm geschriebenes Drehbuch dabei und erzählt ihm, dass es angenommen worden sei, was für Richard die zweite große Überraschung an diesem Tag ist. Als er Barbara fragt, wie es nun weitergehen soll, erklärt sie ihm – und das ist für ihn die schönste Nachricht überhaupt – dass man schließlich in England auch Filme drehe und sie nun bei ihm bleiben werde.

## Produktion

### Produktionsnotizen
Der von Pierre Assouline und Euro American Films präsentierte Film wurde produziert von Marianna Films (Helsinki), Dan Films (London) und Euro American Films (Paris). Er entstand in Zusammenarbeit mit The Arts Concil of England, Baltic Media, The Yorkshire Media Production Agency und The Finnish Film Foundation. Gedreht wurde er in Los Angeles, in Inglewood (Kalifornien), in Las Vegas und in Bradford (England).
Zu Beginn des Films schauen sich Barbara und Richard die Tragikomödie Das Leben der Bohème, einen Film von Mika Kaurismäkis Bruder Aki, im Kino an. Während der Filmhandlung unterhält sich Richard immer mal wieder mit Johnny Depp, der aus einem Filmplakat heraussteigt und ihm wertvolle Ratschläge gibt.

### Soundtrack
| Titel                        | Texter/Komponist                                                       | Interpret(en)                              |
| ---------------------------- | ---------------------------------------------------------------------- | ------------------------------------------ |
| All Day and All of the Night | Ray Davies                                                             | The Rascals                                |
| Floating                     | Mikko Lankinen                                                         | Laika & The Cosmonauts                     |
| Delayrium                    | Matti Pitsinki                                                         | Laika & The Cosmonauts                     |
| Groovin’ on the Bus          | nyrobe Cormier, Arden Lo                                               | Mista Taboo                                |
| Colors                       | Darek Malejonek                                                        | Houk                                       |
| Big Decision                 | Colin Devlin                                                           | The Devlins                                |
| Woman                        | Darek Malejonek                                                        | Houk                                       |
| Creepy Connection            | Leningrad Cowboys                                                      | Leningrad Cowboys                          |
| A Taste of Honey             | Bobby Scott, Ric Marlow                                                | The Rascals + Vincent Gallo                |
| Stars                        | Steve Hillier                                                          | Dubstar                                    |
| Polaroid                     | Bandit Queen, T. Godding, Janet Wolstenholme                           | Bandit Queen                               |
| California                   | Sue Vickers                                                            | Manfred Mann’s Earth Band                  |
| Every Living Day             | Margaret Connell                                                       | The Heaters                                |
| My Selfish Gene              | Cerys Matthews, Marc Roberts, Aled Richards, Paul Jones, Owen Powell   | Catatonia                                  |
| U16 Girls                    | Fran Healy                                                             | Travis                                     |
| Reckless                     | Colin Devlin                                                           | The Devlins                                |
| Generals                     | Joseph A. Jones, Lyvio R. Gay, Lennox Maturine + Roderick P. Roachford | Fu-Schnickens                              |
| The Bullet                   | K. Franklin, M. McCarver                                               | Celly Cel                                  |
| Beware + Here I Go           | Leroy Edwards, Michael J. Tyler                                        | Mystikal                                   |
| Za-Za-Zu-Zi-Dub              | Darek Malejonek                                                        | Houk                                       |
| Flying Away                  | Mark Lee Brown, Chris Franck, Nina Miranda                             | Smoke City                                 |
| Someone Like You             | Jussi Penttinen, Mauri Sumén, Matti Hukkanen                           | Leningrad Cowboys                          |
| Rumours                      | Jonathan Butler                                                        | Jonathan Butler                            |
| Bog La Bag                   | Carlinhos Brown, Celso Fonseca                                         | Carlinhos Brown                            |
| Como Explicante              | Roberto Torres                                                         | Trio Jerez                                 |
| Squealing                    | Miikka Paatelainen, Mari Hatakka, Tiina Isohanni                       | Mari Hatakka, Tiina Isohanni + Fat Bullets |
| You Got Me                   | Louise Wener                                                           | Sleeper                                    |
| Pour tour l’or du monde      | Marcel Mouloudji, Daniel J. White                                      | Marcel Mouloudji                           |

### Synchronisation
Synchronfirma war die EuroArts Entertainment GmbH, Berlin.
| deutsche Stimme    | Darsteller        | Rolle           |
| ------------------ | ----------------- | --------------- |
| Gerrit Schmidt-Foß | David Tennant     | Richard         |
| Ulrike Stürzbecher | Vinessa Shaw      | Barbara         |
| Katrin Fröhlich    | Julie Delpy       | Julie           |
| Matthias Hinze     | Vincent Gallo     | Moss            |
| Andreas Fröhlich   | Cameron Bancroft  | Patterson       |
| Udo Schenk         | Joe Dallesandro   | Michael         |
| Oliver Rohrbeck    | Matthew Faber     | Joel            |
| Nicolas Böll       | James Le Gros     | Takowsky        |
| Frank-Otto Schenk  | Jerzy Skolimowski | Friedensrichter |
| David Nathan       | Johnny Depp       | Johnny Depp     |
| Roland Hemmo       | Tony Peers        | Vikar           |
| Eberhard Prüter    | Joey Perillo      | Mr. McCrae      |
| Marianne Lutz      | Christa Lang      | Frau im Bus     |

### Veröffentlichung
Die Weltpremiere des Films fand am 11. September 1998 auf dem Toronto International Film Festival in Kanada statt. Am 31. Januar 1999 lief er auf dem Gothenburg Film Festival in Schweden. Veröffentlicht wurde er zudem 1999 in Norwegen, Frankreich, Finnland, Vereinigtes Königreich und am 16. September 1999 in Deutschland.
Im Jahr 2000 war er zu sehen in Japan, Australien (Video-Premiere), Dänemark, Schweiz (deutsche Region), Italien und Spanien. Video-Premiere hatte er 2001 in Island; im Oktober desselben Jahres lief er auch auf dem Tbilisi International Film Festival in Georgien. Im Dezember 2002 war er einer der Beiträge der Veranstaltung „Kaurismäki: Vodka, Frío y Rock'n Roll“. Veröffentlicht wurde er zudem in Argentinien, Brasilien, Ungarn, Polen und in Russland.
Der Film wurde von der Universum Film GmbH am 29. Mai 2009 mit einer deutschen Sprachfassung auf DVD herausgegeben.

## Kritiken
Das Lexikon des internationalen Films befand: „Eine mit Filmzitaten gespickte, leichthändig inszenierte Komödie, die vor allem durch die launig aufspielenden Hauptdarsteller unterhält. Durch die zahlreichen Cameo-Auftritte bekannter Filmgrößen wird der Film zudem zu einer köstlichen Charade.“
Die Zeitschrift Cinema sah das anders und meinte, der Regisseur scheine „an die Kraft und den Erfolg des europäischen Kinos zu glauben“. Seine Vorstellungen über Los Angeles seien jedoch „so konventionell“, dass er wie sein Protagonist „zwangsläufig scheiter[e]“. Fazit: „Kaurismäkis L.A. ist keine Reise wert“.
Die Zeitschrift Prisma schrieb, die „leichte Sommerkomödie mit schön schrägen Charakteren und guten Darstellern“ sei „kein sonderlich aufregender Film, aber einer mit Charme“. Einschränkend hieß es, der Regisseur zitiere stellenweise „gar zu aufdringlich das Werk seines Bruders“, dennoch würden „einige nette skurrile Ideen dafür entschädigen“. Besonders gelobt wurden die Darstellungen von Vincent Gallo und Julie Delpy.
Für Kino.de stellte sich der Film als „luftige, lockere und leichte Liebesgeschichte vor dem Hintergrund des Filmbusiness in L.A., die Mika Kaurismäki, Akis produktiver Bruder, mit Humor und lakonischem Witz präsentier[e], indem er zwei Turteltauben in der Stadt der Engel gegen die Berufszyniker antreten“ lasse, dar. Weiter wurde ausgeführt: „Eine leichtfüßige Liebesgeschichte, die Aki-Bruder Mika Kaurismäki für eine Satire auf das Filmgeschäft in Hollywood nutzt.“